# Valle de Cerrato
Valle de Cerrato è un comune spagnolo di 123 abitanti situato nella comunità autonoma di Castiglia e León.